# Frontière entre la Bulgarie et la Turquie

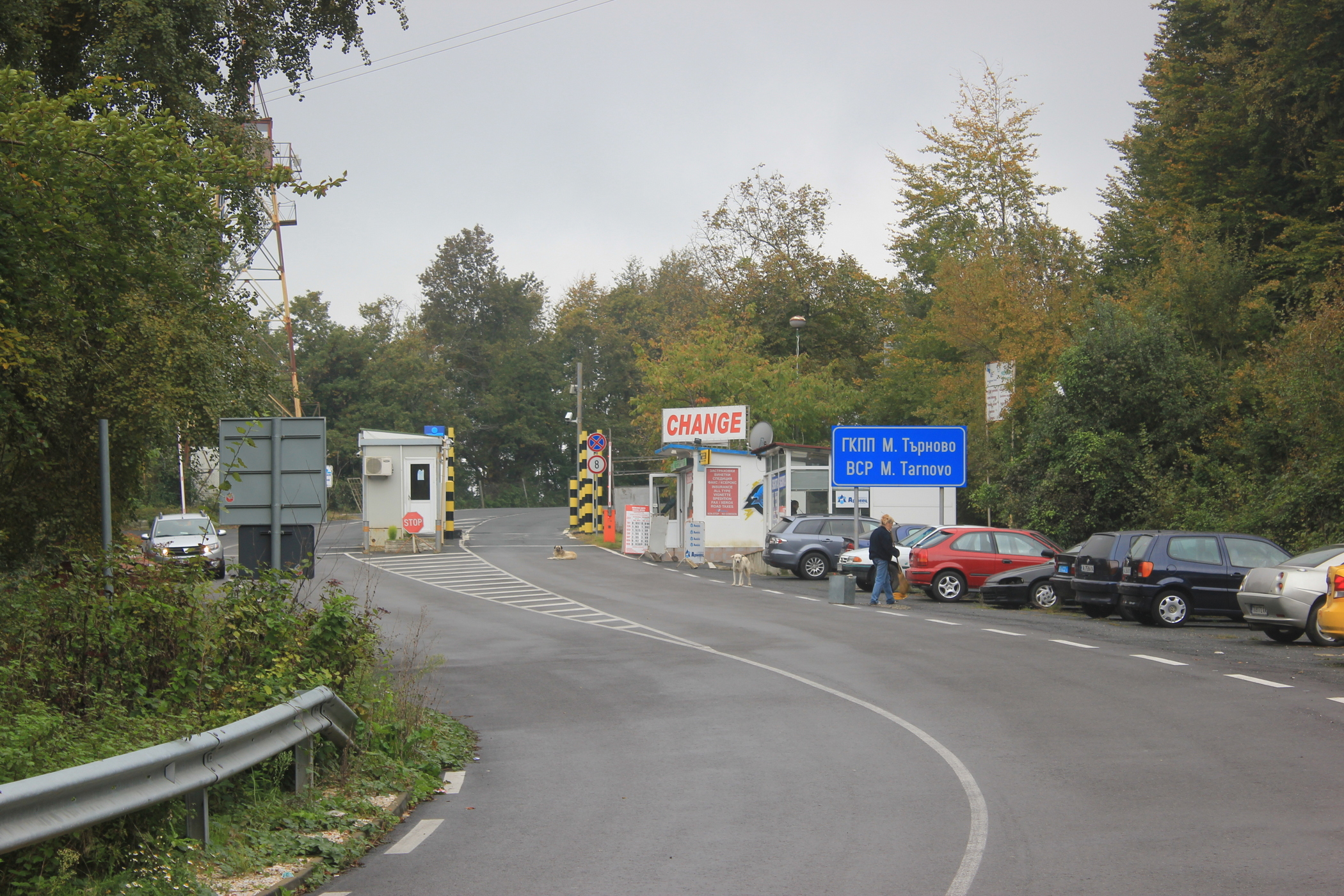
Poste-frontière de Malko Tarnowo.

La frontière entre la Bulgarie et la Turquie est la frontière séparant la Bulgarie et la Turquie. Sa longueur est de 240 km.
Elle est constituée principalement par les vallées de la Maritsa (Svilengrad) et de la Veleka (Ahtopol, Sinemorets, Rezovo), et entre les deux par le massif de la Strandja (parc naturel, Malko Tarnovo).

## Depuis 2014
Devant l'afflux de migrants en 2013, le gouvernement bulgare demande à l'armée d'établir progressivement une barrière métallique de trois mètres de haut sur sa totalité, sans autorisation ni aval et contre l'avis de la Communauté européenne.
Barbelés, caméras infrarouges, chemins de ronde, surveillance permanente, tout vise à constituer un mur anti-migrants, de manière à les orienter vers les seuls points de contrôle autorisés.
En 2015, l'extension du procédé était envisagée pour tout ou partie de la frontière entre la Bulgarie et la Grèce.
La surveillance, en 2019, est mixte, bulgare et européenne (allemande).
Il est arrivé que les forces de l'ordre bulgares fassent usage de tirs à balles réelles pour repousser les réfugiés à la frontière.